# Bérault (Métro Paris)

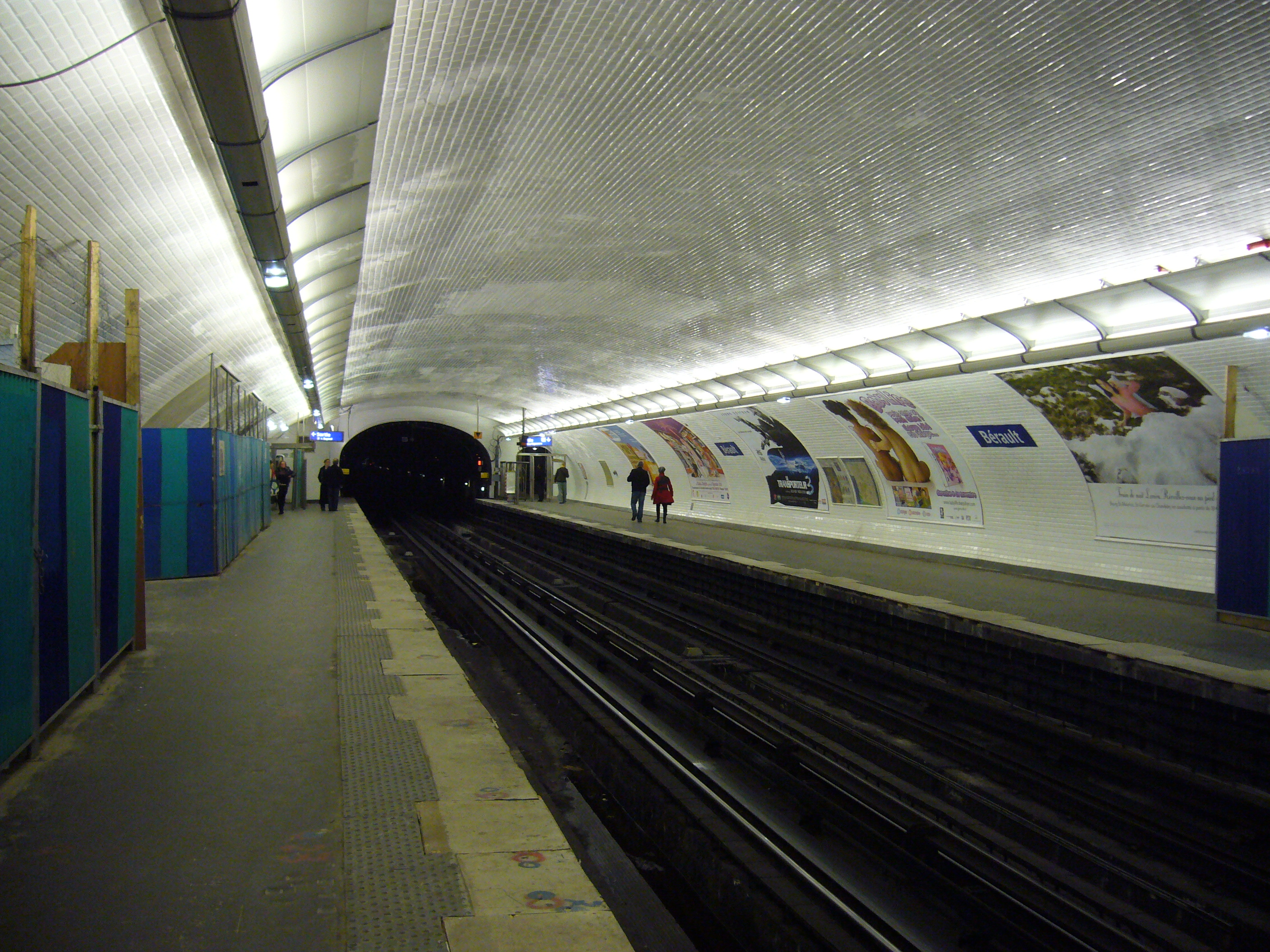
Gleise und Bahnsteige im November 2008

Der U-Bahnhof Bérault [beʁo] ist eine unterirdische Station der Linie 1 der Pariser Métro. Er zählt zu den ersten Métrostationen, die außerhalb des Stadtgebiets von Paris eröffnet wurden.

## Lage
Die Station befindet sich im östlichen Pariser Vorort Vincennes an der Grenze zu Saint-Mandé längs unter der Avenue de Paris.

## Name
Den Namen gibt die nahe Place Bérault, ein dreieckiger Stadtplatz, der mit einer Spitze in die Avenue de Paris mündet. Michel Bérault (1796–1871) war von 1830 bis 1850 Stadtrat und von 1850 bis 1870 Zweiter Bürgermeister von Vincennes.

## Geschichte und Beschreibung

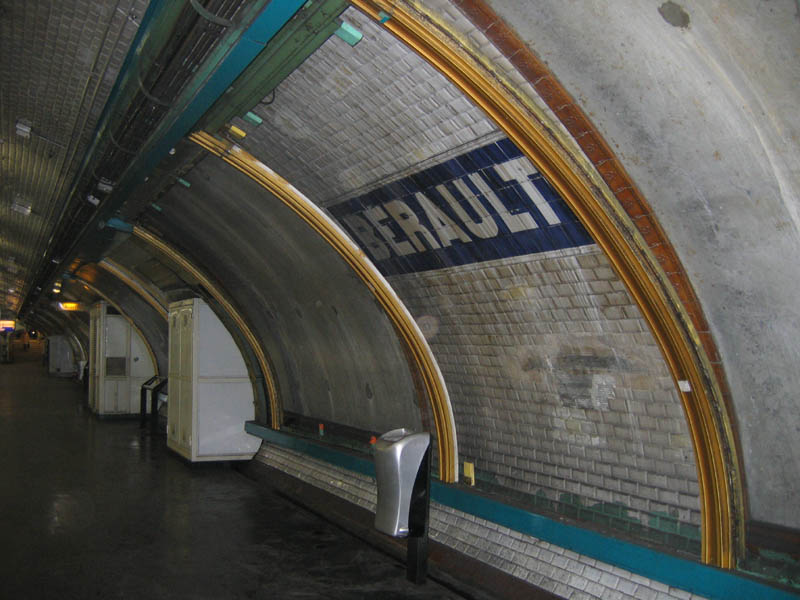
Geflieste Wand nach Abnahme der Verkleidungen – gut zu erkennen die Krümmung der Seitenwand (2006)

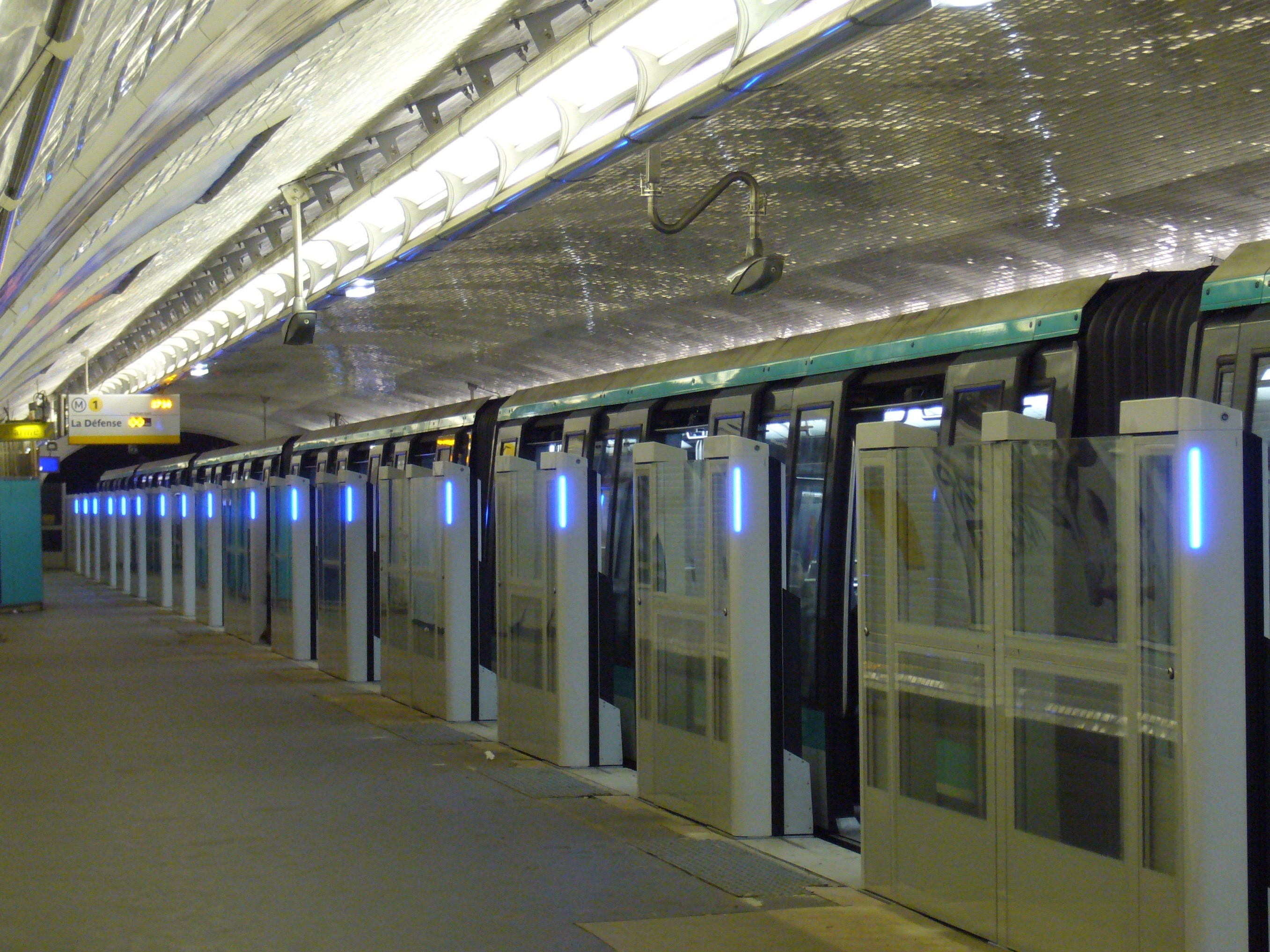
Station Bérault mit Bahnsteigtüren

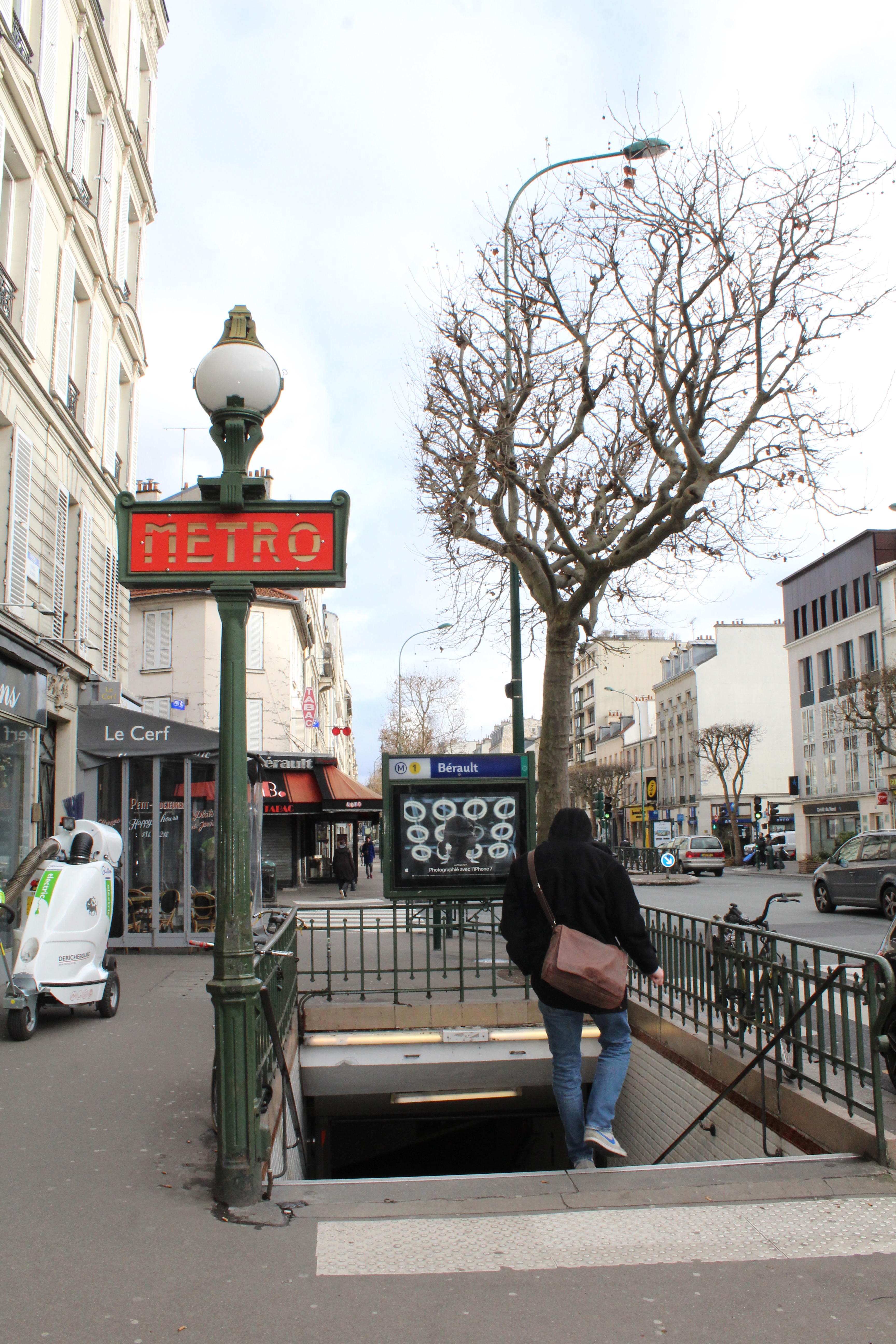
Nordwestlicher Zugang mit Dervaux-Kandelaber

Die Station wurde am 24. März 1934 mit der 2300 m langen westlichen Verlängerung der Linie 1 von Porte de Vincennes bis Château de Vincennes von der Compagnie du chemin de fer métropolitain de Paris (CMP) in Betrieb genommen. Anfang der 1960er Jahre wurde sie von 75 m auf 90 m verlängert, um Sechs-Wagen-Züge aufnehmen zu können, und die Strecke wurde für den Betrieb mit gummibereiften Zügen umgebaut.
Im Zuge der Einführung des fahrerlosen Betriebs wurden im Juli 2008 die Bahnsteige erhöht, Anfang 2009 wurden Bahnsteigtüren installiert. Zwischen Mai 2011 und Dezember 2012 erfolgte die Umstellung auf den Betrieb mit vollautomatischen Zügen.
Die Station liegt unter einem elliptischen, weiß gefliesten Deckengewölbe, die Seitenwände folgen – wie bei Tunnelbahnhöfen der CMP üblich – der Krümmung der Ellipse. Die beiden Streckengleise werden von Seitenbahnsteigen flankiert. In den 1960er Jahren erhielt die Station Wandverkleidungen, die 2006 wieder entfernt wurden.
Sie hat am westlichen Stationsende zwei Zugänge, von denen einer mit einem von Adolphe Dervaux im Stil des Art déco entworfenen Kandelaber markiert ist. Am östlichen Stationsende liegen ein mit einem gelben M in einem Doppelkreis gekennzeichneter Zugang und auf der gegenüberliegenden Straßenseite ein Ausgang mit Rolltreppe.

## Fahrzeuge
Seit den frühen 1930er Jahren verkehrten auf der Linie 1 grau lackierte Fünf-Wagen-Züge (mit rotem 1.-Klasse-Wagen) der Bauart Sprague-Thomson, die sich dort bis in die 1960er Jahre hielten. Ab Mai 1963 wurden die auf Schienen verkehrenden Sprague-Thomson-Züge sukzessive durch gummibereifte Fahrzeuge der Baureihe MP 59 abgelöst, bis Dezember 1964 herrschte Mischverkehr der zwei Betriebsarten. 1997 folgte die Baureihe MP 89 CC, die mit der Aufnahme des automatischen Betriebs der Baureihe MP 05 wich.